# Benešov u Semil
Benešov u Semil (deutsch Beneschau bei Semil) ist eine Gemeinde im Okres Semily, Liberecký kraj in Tschechien.

## Geschichte
Der Ort wurde 1411 erstmals urkundlich erwähnt.

## Gemeindegliederung
Für die Gemeinde Benešov u Semil sind keine Ortsteile ausgewiesen. Grundsiedlungseinheiten sind Benešov u Semil, Hradišťata, Pod Mošnou und Podolí.